# Bringet dem Herrn Ehre seines Namens, BWV 148
Bringet dem Herren Ehre seines Namens, BWV 148 (Doneu al Senyor lloança al seu nom), és una cantata religiosa de Johann Sebastian Bach per al dissetè diumenge després de la Trinitat, estrenada a Leipzig, probablement, el 19 de setembre de 1723.

## Origen i context
Les estrofes interiors són una adaptació del poema de Picander Weg, ihr irdischen Geschäfte, publicades al recull Erbauliche Gedanken (Pensaments edificants). Els número extrems són un versicle del Llibre dels Salms (96- 8,9) i un coral que podria ser la sisena estrofa de Auf meinen lieben Gott de l'any 1603. El tema de la cantata és la consagració al dia del Senyor i el desig dels cristians a dedicar-s'hi. El text fa referència a l'evangeli del dia Lluc (14, 1-11), que narra el passatge de la curació d'un home hidròpic en dissabte i planteja el tema de la pertinença segons la Llei Mosaica, de guarir en aquest dia de la setmana. Hi ha dubtes sobre la data de composició degudes al fet que Picander no publicà el poema fins a l'any 1725; tot amb tot la majoria d'experts proposen que aquesta cantata és de l'any 1723, i per tant, s'estrenà el 19 de setembre, dissetè diumenge després de la Trinitat; per a aquest dia es conserven dues cantates més, la BWV 47 i la BWV 114.

## Anàlisi
Obra escrita per a contralt, tenor i cor; trompeta aguda, tres oboès, corda i baix continu. Consta de sis números, i els recitatius precedeixen les àries, situació no gaire habitual en les cantates de Bach.
1. Cor: Bringet dem Herren Ehre seines Namens (Doneu al Senyor lloança al seu nom)
2. Ària (tenor): Ich eile, die Lehren (M’afanyo per aprendre)
3. Recitatiu (contralt): So wie der Hirsch nach frischem Wasser schreit (Com el cérvol que bramula amb l'aigua fresca)
4. Ària (contralt): Mund und Herze steht dir offen (La meva boca i el meu cor et tinc oberts)
5. Recitatiu (tenor): Bleib auch, mein Gott, in mir (Per tant, queda’t Déu meu, amb mi)
6. Coral: Amen zu aller Stund (Que així sigui a tota hora)

El cor inicial és el moviment més rellevant de l'obra, presenta una instrumentació brillant, amb els oboès duplicant els violins i les violes i la participació de la trompeta; després d'una simfonia breu el cor entra de manera homòfona que dona pas a una fuga de doble exposició, conferint a tot el número una gran unitat. L'ària del número 2, és un diàleg del tenor amb el violí solista on hi destaquen unes vocalitzacions sobre Ich eile (m’afanyo), hören (aprendre) i freude (alegria). Del recitatiu de contralt, número 3, cal assenyalar l'acompanyament que fa tota la corda a la veu. L'ària del número 4 té una disposició poc freqüent, el contralt és acompanyat pels dos oboès d'amor i un oboè da caccia que li dona un cert aire bucòlic, mentre que el continu calla quan entra la veu, manifestant així, l'abandonament de la vida mística i el pas a la vida mundana. Un recitatiu de tenor, número 5, dona pas al coral final, que canta harmonitzada la melodia de Auf meinen lieben Gott de Jacob Regnart; la partitura ha arribat sense text i sovint es fa ús del text indicat, almenys així ho fan Harnoncourt i Rilling a les seves gravacions integrals. Té una durada d'uns vint minuts.

## Discografia seleccionada
- J.S. Bach: Das Kantatenwerk. Sacred Cantatas Vol. 8. Nikolaus Harnoncourt, Tölzer Knabenchor (Gerard Scdmidt-Gaden, director), Concentus Musicus Wien, Paul Esswood, Kurt Equiluz. (Teldec), 1994.
- J.S. Bach: The complete live recordings from the Bach Cantata Pilgrimage. CD 44: Allhelgonakyran, Lund; 14 d'octubre de 2000. John Eliot Gardiner, Monteverdi Choir, English Baroque Soloists, Frances Bourne, Mark Padmore. (Soli Deo Gloria), 2013.
- J.S. Bach: Complete Cantatas Vol. 7. Ton Koopman, Amsterdam Baroque Orchestra & Choir, Bogna Bartosz, Gerd Türk, Klaus Mertens. (Challenge Classics), 2004.
- J.S. Bach: Cantatas Vol. 14. Masaaki Suzuki, Bach Collegium Japan, Robin Blaze, Gerd Turk, Peter Kooij. (BIS), 2001.
- J.S. Bach: Church Cantatas Vol. 46. Helmuth Rilling, Gächinger Kantorei, Bach-Collegium Stuttgart, Helen Watts, Kurt Equiluz. (Hänssler), 1999